# 誇りと情熱
『誇りと情熱』（ほこりとじょうねつ、原題：The Pride and the Passion）は1957年のアメリカ合衆国の映画。
大まかなストーリーは、セシル・スコット・フォレスターの1933年の小説『大砲』に基づいている。スタンリー・クレイマー監督の作品で、出演はケーリー・グラントなど。

## キャスト
| 役名           | 俳優                 | 日本語吹替 | 日本語吹替 |
| 役名           | 俳優                 | NET版      | TBS版      |
| -------------- | -------------------- | ---------- | ---------- |
| アンソニー大佐 | ケーリー・グラント   | 田口計     | 仁内達之   |
| ミゲル         | フランク・シナトラ   | 家弓家正   | 納谷悟朗   |
| フアナ         | ソフィア・ローレン   | 今井和子   | 此島愛子   |
| ジュべ将軍     | セオドア・バイケル   |            | 大宮悌二   |
| サーメイン     | ジョン・ウェングラフ |            | 石井敏郎   |

- NET版：初回放送1967年4月9日『日曜洋画劇場』
- TBS版：初回放送1972年8月28日『月曜ロードショー』※DVD・BD収録。

## スタッフ
- 監督・製作：スタンリー・クレイマー
- 原作：セシル・スコット・フォレスター
- 脚本：エドナ・アンハルト、エドワード・アンハルト
- 撮影：フランツ・プラナー
- 音楽：ジョージ・アンタイル
- タイトルデザイン：ソール・バス